# 塞斯·哈里斯
塞斯·哈里斯 (Seth D. Harris，1962年10月12日)是第11任美国劳工部长。2009年5月起担任劳工部副部长。2013年1月，由于部长希尔达·索利斯宣布辞职，他因此担任代理部长。他也是 Overseas Private Investment Corporation 的董事会成员。